# Liste der Ständigen Vertreter Brasiliens bei den Vereinten Nationen in New York
Die Ständige Vertretung der brasilianischen Regierung bei dem UN-Hauptquartier befindet sich in New York City.
| Ernannt       | Name                       | Bemerkungen | Mensagem Senado Federal | im Senat des Nationalkongress (Brasilien) vorgestellt am | ernannt von               | Posten verlassen |
| ------------- | -------------------------- | --- | ----------------------- | -------------------------------------------------------- | ------------------------- | ---------------- |
| 26. Juni 1990 | Ronaldo Mota Sardenberg    | [ 1 ] | MSF 121 de 1990         |                                                          | Fernando Collor de Mello  |                  |
| 18. Jan. 1995 | Celso Amorim               | | MSF 390 de 1994         | 11. Jan. 1995                                            | Fernando Henrique Cardoso |                  |
| 24. Mai 1999  | Gelson Fonseca Júnior      | 1995–1999 assessor-chefe da Assessoria Especial da Secretaria-Geral da Presidência da República, 2003–2006: Botschafter in Santiago de Chile | MSF 72 de 1999          |                                                          | Fernando Henrique Cardoso |                  |
| 30. Dez. 2002 | Ronaldo Mota Sardenberg    | [ 3 ] | MSF 364 de 2002         | 18. Dez. 2002                                            | Fernando Henrique Cardoso |                  |
| 16. Jan. 2013 | Luiz Alberto Figueiredo    | Sohn von Zilda Machado und Renato Machado | MSF 98 de 2012          | 18. Dez. 2012                                            | Dilma Rousseff            |                  |
| 7. Okt. 2013  | Antonio de Aguiar Patriota | [ 5 ] | MSF 84 de 2013          | 1. Okt. 2013                                             | Dilma Rousseff            |                  |